# المجموعات المميزة (اكسترا كوليكشن)
تم إنشاء مجموعة اكسترا xartcollection في عام 1968 في زيورخ بسويسرا بواسطة Sandro Bocola وثلاثة شركاء هم Heinz Bütler و Rolf Fehlbaum و Erwin Meierhofer.
كان مفهوم اكسترا كوليكشن Xartcollection هو إنتاج «مضاعفات» ثلاثية الأبعاد صناعيًا في طبعات محدودة وموقعة. كانت فلسفة الشركة تتمثل في جعل الفن المعاصر متاحًا للجمهور الكبير، وتم بيع «المضاعفات» في جميع أنحاء العالم في المعارض الفنية، ومحلات التصميم والأثاث، وبالتحديد في معرض "Wohnbedarf"  في سويسرا.
شارك في هذا المشروع فنانين مشهورين عالمياً مثل ماكس بيل، وجيتوليو ألفياني، وريتشارد هاميلتون (فنان) ، وألين جونز (نحات) ، وجو تيلسون، وبيتر فيليبس (فنان) وغيرهم. تم إنتاج معظم «المضاعفات» من اكسترا كوليكشن بواسطة شركة Reif ، Relo-Kunststoffe في Lörrach ، ألمانيا. في عام 1971، أنشأت المجموعة أيضًا "Xart Walls"  والتي أنتجت صناعياً خلفيات مصممة من قبل فنانين معروفين مثل Jean Tinguely وNiki de Saint Phalle . "Xart Walls" حيث تم تصنيعها من قبل شركة "Marburg Wallcoverings" في كيرشهاين، ألمانيا. لكن على الرغم من سمعتها العالمية، أفلست الشركة وتم حلها في عام 1973.

## المعارض
- 1969 Xartcollection Multiples ، معرض باي ليرن، مدينة نيويورك
- 1969 Xartcollection ، Galerie Ursula Lichter ، فرانكفورت أم ماين
- 1969 Xartcollection Multiples ، معرض Bruno Bischofberger ، زيورخ
- 1970 معرض مارلبورو «الفن المتعدد»، مدينة نيويورك
- 1970 «فن متعدد جديد» في وايت تشابل آرت غاليري، لندن
- 1970 جناح "xartcollection" في آرت بازل، سويسرا
- 1971 «المضاعفات - العقد الأول» متحف فيلادلفيا للفنون، فيلادلفيا
- 1974 "Multiples" Neuer Berliner Kunstverein ، برلين
- 1992 «ثلاثة أو أكثر» - فن مضاعف من دوشامب حتى الوقت الحاضر - مركز واكوال للفنون في Spiral Garden ، طوكيو